# Студенец (приток Урея)
Студенец — река в России, протекает в Краснослободском районе Республики Мордовия. Устье реки находится в 29 км по правому берегу реки Урей. Длина реки составляет 18 км, площадь водосборного бассейна — 49,7 км².
Исток реки у деревни Беликовские Выселки в 10 км к северо-западу от города Краснослободск. Генеральное направление течения — северо-запад. На реке стоят деревни Беликовские Выселки и Черновские Выселки. Впадает в Урей у деревень Чёрный Студнец и Новая Горяша чуть выше села Булаево.

## Данные водного реестра
По данным государственного водного реестра России относится к Окскому бассейновому округу, водохозяйственный участок реки — Мокша от истока до водомерного поста города Темников, речной подбассейн реки — Мокша. Речной бассейн реки — Ока.
По данным геоинформационной системы водохозяйственного районирования территории РФ, подготовленной Федеральным агентством водных ресурсов:
- Код водного объекта в государственном водном реестре — 09010200112110000027902
- Код по гидрологической изученности (ГИ) — 110002790
- Код бассейна — 09.01.02.001
- Номер тома по ГИ — 10
- Выпуск по ГИ — 0